# 사이인촌
사이인촌(일본어: 西院村)은 일본 교토부 가도노군에 설치되었던 촌이다.